# Derek Poundstone
Derek Anthony Poundstone (ur. 28 września 1981, Mountain Home Air Force Base, Idaho) – amerykański trójboista siłowy i profesjonalny strongman.
Jeden z najlepszych amerykańskich i światowych siłaczy. Mistrz USA Strongman w latach 2007, 2009 i 2010. Wicemistrz Świata Strongman 2008.

## Życiorys
Derek Poundstone pierwszych dziesięć lat swego życia spędził we Włoszech i Hiszpanii.
Ukończył dwuletnią szkołę policyjną i pracuje jako policjant w mieście Naugatuck, w stanie Connecticut. Jest również właścicielem i zarządcą kompleksu apartamentów.
Sporty siłowe rozpoczął od trójbóju siłowego. Pierwszy raz wziął udział w zawodach siłaczy, gdy na odwrocie ulotki o trójbóju siłowym znalazł reklamę zawodów siłaczy. Następnie zaczął coraz bardziej aktywnie uczestniczyć w zawodach strongman. Gdy wkrótce w Mistrzostwach USA Strongman 2006 zajął piąte miejsce, otrzymał zaproszenie na Mistrzostwa Świata IFSA Strongman 2006. Dwa tygodnie przed tymi mistrzostwami, 26 października 2006, podczas próby bicia rekordu w martwym ciągu z obciążeniem 366 kg, doznał bardzo poważnego uszkodzenia kręgosłupa. Lekarze oświadczyli mu, że nie będzie już nigdy mógł dzwigać ciężarów. Derek, zdeterminowany aby pokazać lekarzom że mylili się oraz aby zrealizować swe marzenie o zdobyciu tytułu Najsliniejszego Człowieka Świata, rozpoczął swą rekonwalescencję. Skupił się na ćwiczeniach, które mógł wykonywać, takich jak wyciskanie. W ciągu dwóch tygodni wygrał stanowy konkurs w wyciskaniu. Następnie rozwijał ćwiczenia, które umożliwiły powrót w 100% do sportu strongman, w 2007.
Wygrał Mistrzostwa USA Strongman 2007 z największą w historii tej imprezy przewagą punktową (30 punktów). Jest rekordzistą w ilości zdobytych tytułów Mistrza USA Strongman – 3 wygrane.
29 czerwca 2008 wygrał w Kanadzie prestiżowe zawody Fortissimus, w których pokonał Litwina Žydrūnasa Savickasa. Główna nagroda wyniosła $ 14 000.
Derek Poundstone został Mistrzem Super Serii za 2008.
Derek Poundstone był najgroźniejszym rywalem (wraz z Žydrūnasem Savickasem) Mariusza Pudzianowskiego. Obydwaj siłacze mieli niemal identyczne wymiary ciała.
Partnerem treningowym Dereka jest amerykański siłacz Dave Mihalov.
Mieszka w mieście Waterbury (Connecticut).

### Arnold Strongman Classic
Wziął udział trzykrotnie w elitarnych zawodach siłaczy Arnold Strongman Classic, rozgrywanych w Columbus (USA), w latach 2008, 2009 i 2010. 7 marca 2009 zdobył pierwsze miejsce w ósmej edycji tych zawodów, jednak w tej edycji nie wziął udziału sześciokrotny zwycięzca tych zawodów, Žydrūnas Savickas. Główna nagroda wyniosła $ 40 000. W kolejnej edycji Poundstone pokonał Savickasa i ponownie wygrał zawody. Główna nagroda wyniosła $ 45 000. Nie wziął udziału w zawodach Arnold Strongman Classic 2011 z powodu kontuzji.

### Mistrzostwa Świata Strongman
Derek Poundstone wziął udział czterokrotnie w indywidualnych Mistrzostwach Świata Strongman, w latach 2007 (IFSA), 2008, 2009 i 2010.
W swym debiucie na Mistrzostwa Świata IFSA Strongman 2007 zajął czwarte miejsce. W następnym roku, 19 stycznia 2008, podczas zawodów Super Serii w Mohegan Sun, pokonał Mariusza Pudzianowskiego i zakwalifikował się do kolejnych mistrzostw świata, drugich w których wziął udział. W trakcie Mistrzostw Świata Strongman 2008 wygrał w swej grupie kwalifikacyjnej, a następnie stoczył zaciętą walkę z Mariuszem Pudzianowskim, w której uległ polskiem siłaczowi i ostatecznie został Wicemistrzem Świata Strongman 2008. Po tych zawodach wielokrotnie zapewniał, że w następnym roku udowodni, iż to on jest najsilniejszy na świecie. Trenował niezwykle intensywnie, jednak po wygraniu rund kwalifikacyjnych, w finale Mistrzostw Świata Strongman 2009 został pokonany m.in. niespodziewanie przez amerykańskiego zawodnika Briana Shawa i zajął dopiero czwarte miejsce.
Klasyfikacja w indywidualnych Mistrzostwach Świata Strongman:
| Rok     | 2007 IFSA | 2008 | 2009 | 2010 |
| ------- | --------- | ---- | ---- | ---- |
| Pozycja | 4.        |      | 4.   | 9.   |

## Przyszłość
Derek Poundstone jest zdeterminowany, aby zdominować sport strongman i zdobyć wreszcie pierwszą lokatę w Mistrzostwach Świata Strongman. Do 2010 był zawodnikiem, który miał największe szanse na umieszczenie swego nazwiska wśród nowych zdobywców tytułu Najsilniejszego Człowieka Świata. Obecnie najgroźniejszymi rywalami Poundstone'a są Žydrūnas Savickas i olbrzymich gabarytów (wzrost 203 cm, waga ok. 190 kg) Brian Shaw.
Wymiary:
- wzrost 186 cm
- waga 150 kg (wcześniej 138 – 143 kg)

Rekordy życiowe:
- przysiad 353,8 kg
- wyciskanie 249,5 kg

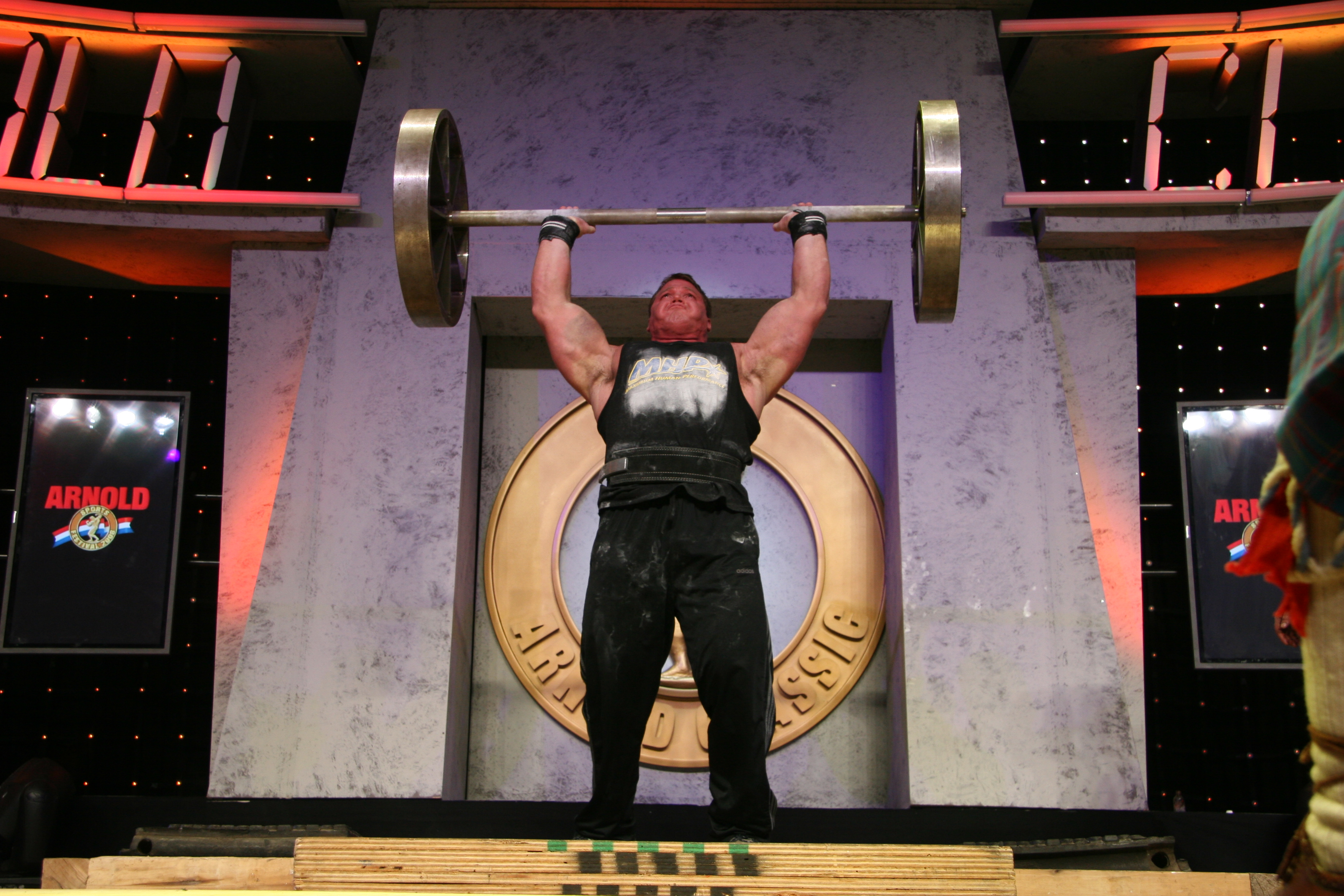
Derek Poundstone podczas zawodów Arnold Strongman Classic 2008, w konkurencji Koła Apollina

- martwy ciąg 436 kg (podczas zawodów Arnold Strongman Classic 2009)

## Osiągnięcia strongman
- 2006
  - 5. miejsce – Mistrzostwa USA Strongman 2006, Columbia (Karolina Południowa)
  - 3. miejsce – Drużynowe Mistrzostwa Świata Strongman 2006, Ukraina
- 2007
  - 1. miejsce – Mistrzostwa USA Strongman 2007, Charlotte
  - 2. miejsce – Drużynowe Mistrzostwa Świata Strongman 2007, Ukraina
  - 4. miejsce – Mistrzostwa Świata IFSA Strongman 2007, Korea Południowa
  - 3. miejsce – Drużynowe Mistrzostwa Świata Par Strongman 2007, Litwa

- 2008

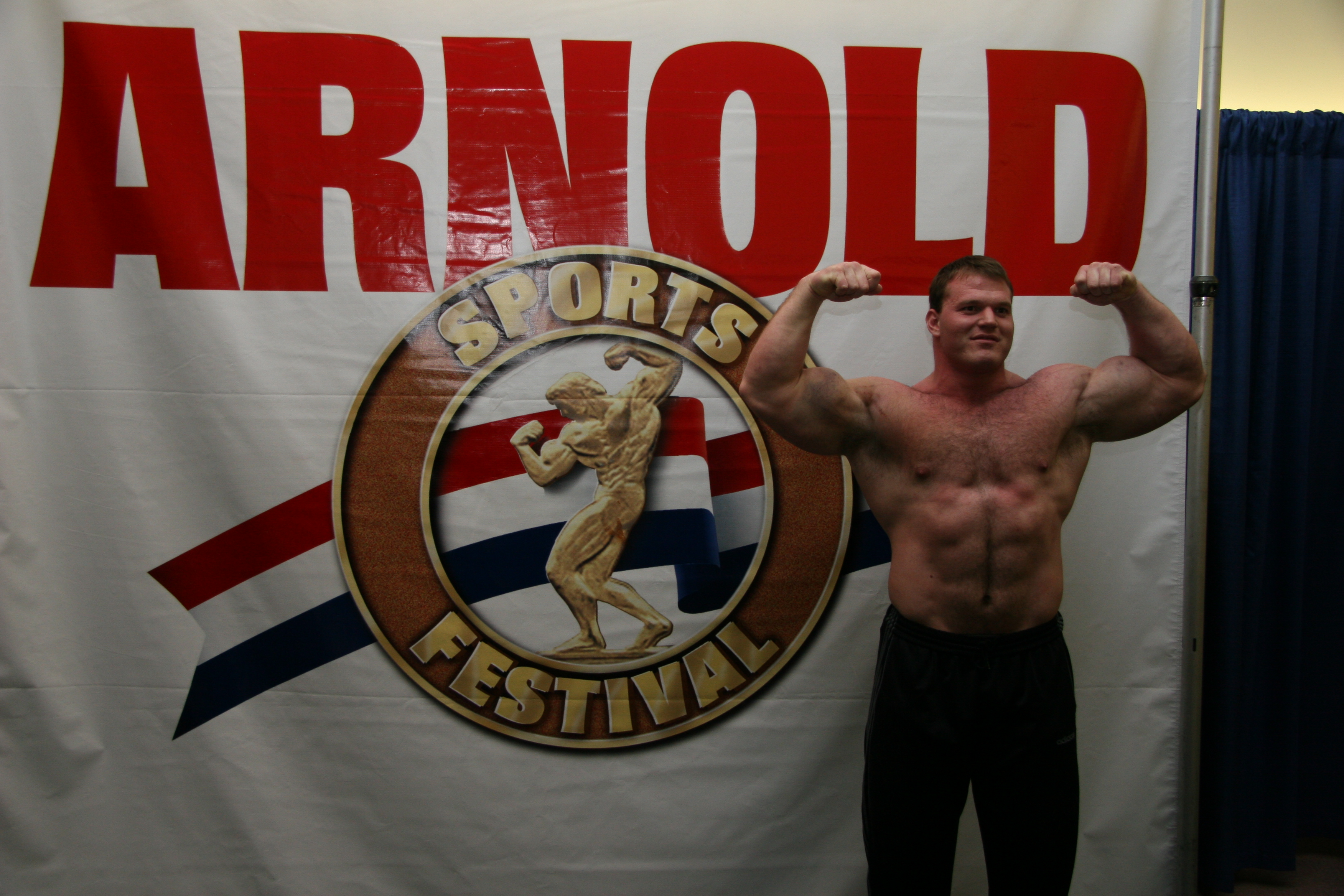
Derek Poundstone podczas zawodów Arnold Strongman Classic 2008

  - 1. miejsce – Super Seria 2008: Mohegan Sun
  - 2. miejsce – Arnold Strongman Classic, USA
  - 2. miejsce – Super Seria 2008: Nowy Jork
  - 1. miejsce – Fortissimus, Kanada
  - 4. miejsce – Super Seria 2008: Lysekil
  - 2. miejsce – Mistrzostwa Świata Strongman 2008, USA
- 2009
  - 1. miejsce – Arnold Strongman Classic, USA
  - 1. miejsce – Giganci Na Żywo 2009: Mohegun Sun
  - 2. miejsce – Fortissimus 2009, Kanada
  - 1. miejsce – Mistrzostwa USA Strongman 2009, Morgantown
  - 4. miejsce – Mistrzostwa Świata Strongman 2009, Malta
- 2010
  - 1. miejsce – Arnold Strongman Classic 2010, USA
  - 9. miejsce – Mistrzostwa Świata Strongman 2010, RPA
  - 1. miejsce – Mistrzostwa USA Strongman 2010, Las Vegas